# Krav Maga
Il Krav Maga è un sistema di combattimento per la difesa personale sviluppato originariamente per contrastare le aggressioni antisemite di cui la comunità ebraica era vittima negli anni 1930 e poi successivamente adottato dalle forze di difesa israeliane e le forze di sicurezza israeliane. 
Il Krav Maga deriva da una combinazione di tecniche provenienti da boxe, wrestling, aikido, judo, karate, kung-fu e combattimento da strada. 
L'espressione krav maga, in ebraico moderno, significa letteralmente "combattimento con contatto/combattimento a corta distanza". Ha una filosofia che enfatizza l'aggressività e le simultanee manovre difensive e offensive ed è costruito estrapolando e semplificando i movimenti e le tecniche apprese attraverso lo studio delle arti marziali e degli sport da combattimento in modo da renderlo il più semplice ed efficace possibile durante un combattimento senza regole.

## Storia

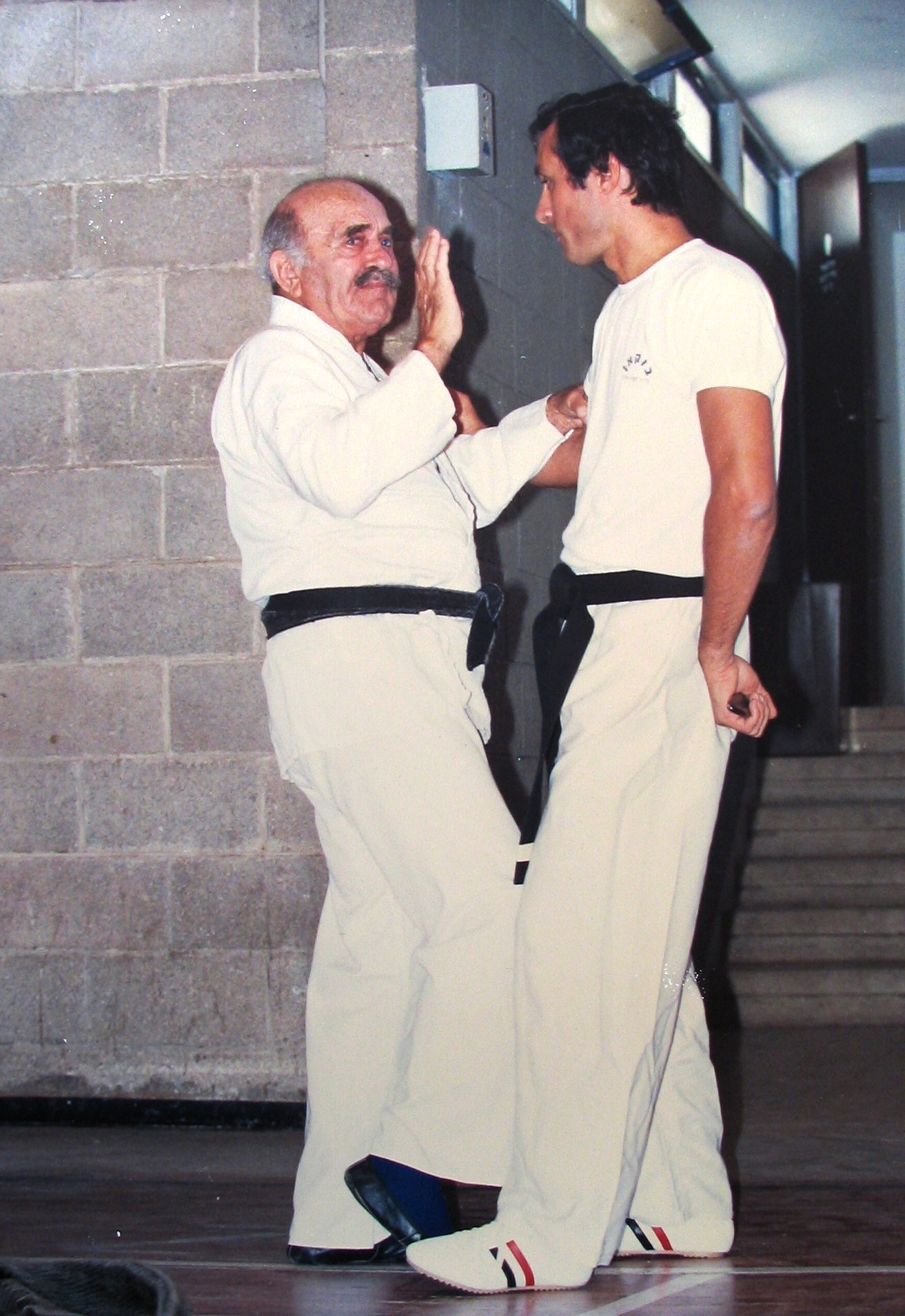
Imi Lichtenfeld, il creatore del krav maga

Il Krav Maga deriva dall'esperienza di combattimenti di strada dell'artista marziale ungherese-israeliano Imi Lichtenfeld, che fece uso della sua formazione come pugile e wrestler, mentre da ragazzino difendeva sé stesso e i suoi amici da aggressioni antisemite nel quartiere ebraico a Bratislava, in Cecoslovacchia, durante la metà degli anni '30 e successivamente occupato dai nazisti.
Alla fine degli anni '40, in seguito alla sua migrazione in Palestina dove sarebbe diventato un ufficiale dell'esercito israeliano, iniziò a fornire lezioni sull'addestramento al combattimento a quello che sarebbe diventato l'IDF.
L'esigenza era quella di sviluppare un sistema di combattimento efficace ma rapido da apprendere, al fine di addestrare le neonate forze di difesa israeliane. Il risultato della sua opera fu un sistema di combattimento pensato espressamente per venire appreso efficacemente in tempi rapidi. Poiché risponde a criteri di natura militare e autodifesa, punta all'immediata neutralizzazione dell'avversario, includendo anche quei punti vitali del corpo, quali genitali, carotide, occhi ecc., ritenuti normalmente intoccabili negli sport di combattimento.
A ciò si aggiunge la grande attenzione che riveste la preparazione per fronteggiare nemici armati, anche di armi da fuoco. Le tecniche di Krav Maga (calci, pugni, gomitate, leve e proiezioni) trovano oggi particolare riscontro ed applicazione nel campo degli operatori della sicurezza, delle forze armate e dei corpi di polizia. Oltre che in Israele, esso è ormai diffuso in tutti paesi del mondo, dando vita a numerose scuole.

## Caratteristiche

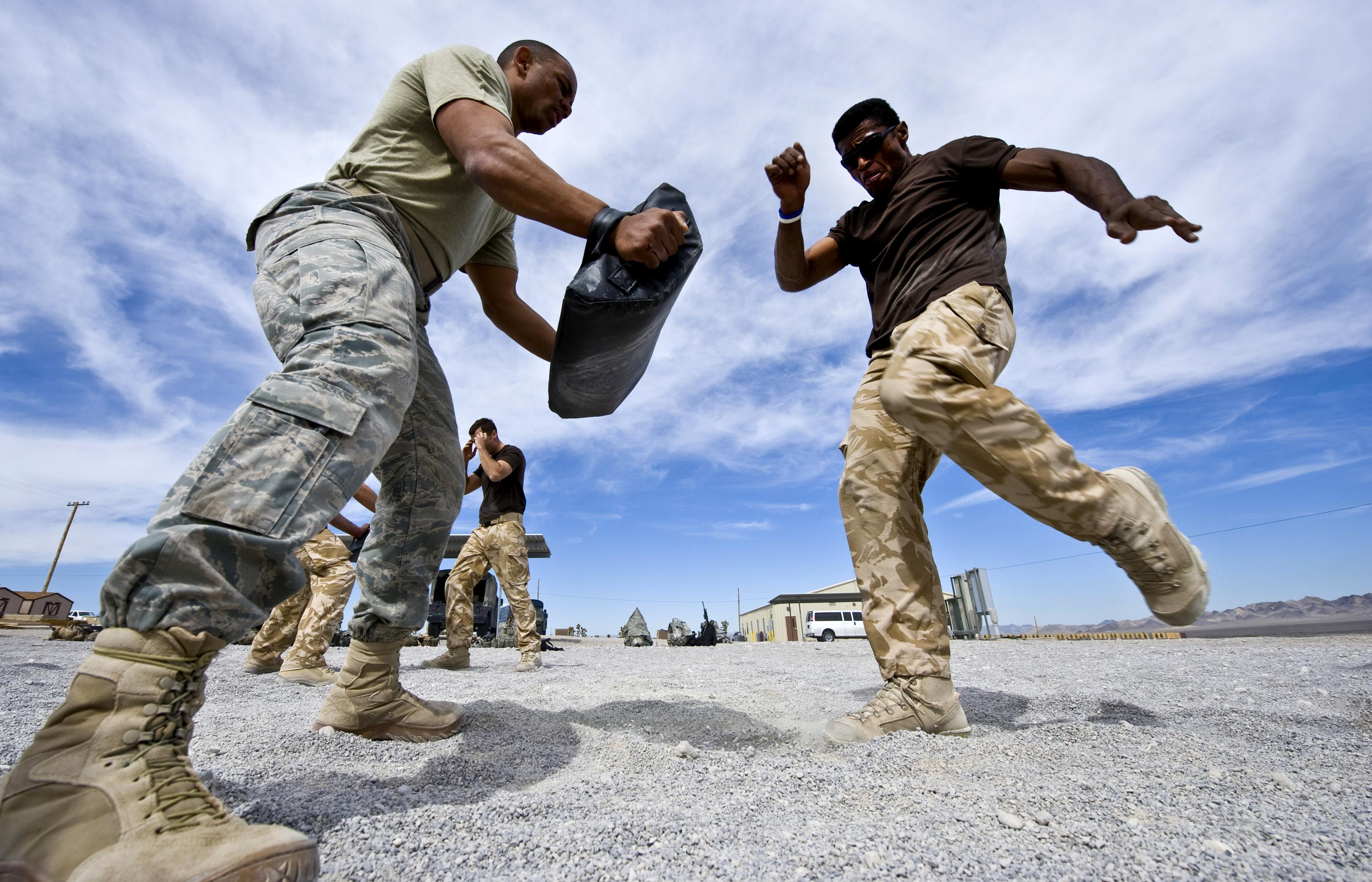
Air Force e British Royal Air Force durante l'addestramento

È un sistema di combattimento (che maestri e istruttori preferiscono non definire come "arte marziale") frutto di tentativi volti alla semplicità e all'immediatezza.
Trae origine dagli sport di combattimento e arti marziali, evolvendosi nel tempo al passo con le esigenze. È stato ripulito da leve articolari e proiezioni, se non in rarissimi e particolari casi, poiché tali tecniche non si prestano a reali situazioni di difesa personale. Inoltre, a differenza delle arti marziali tradizionali soprattutto di matrice orientale, non associa la componente culturale e filosofica dell'etica all'insegnamento delle tecniche.
L'impostazione privilegiata prevede l'attacco a parti "sensibili" del corpo come occhi, gola o genitali, normalmente non ammesse nelle discipline sportive. Questa impostazione, adatta ad ambienti ad alto rischio come i teatri operativi mediorientali, in Italia (come in gran parte dei paesi occidentali) potrebbe essere fonte di problemi in situazioni di vita quotidiana: infatti l'approccio aggressivo e anticipatorio potrebbe portare a complicazioni di natura penale. Per questo, nell'ambito civile della difesa personale, il krav maga viene insegnato da istruttori esperti per essere usato solo in casi estremi di pericolo per la propria vita (violenza da strada, tentativi di stupro, aggressioni a mano armata, ecc.).

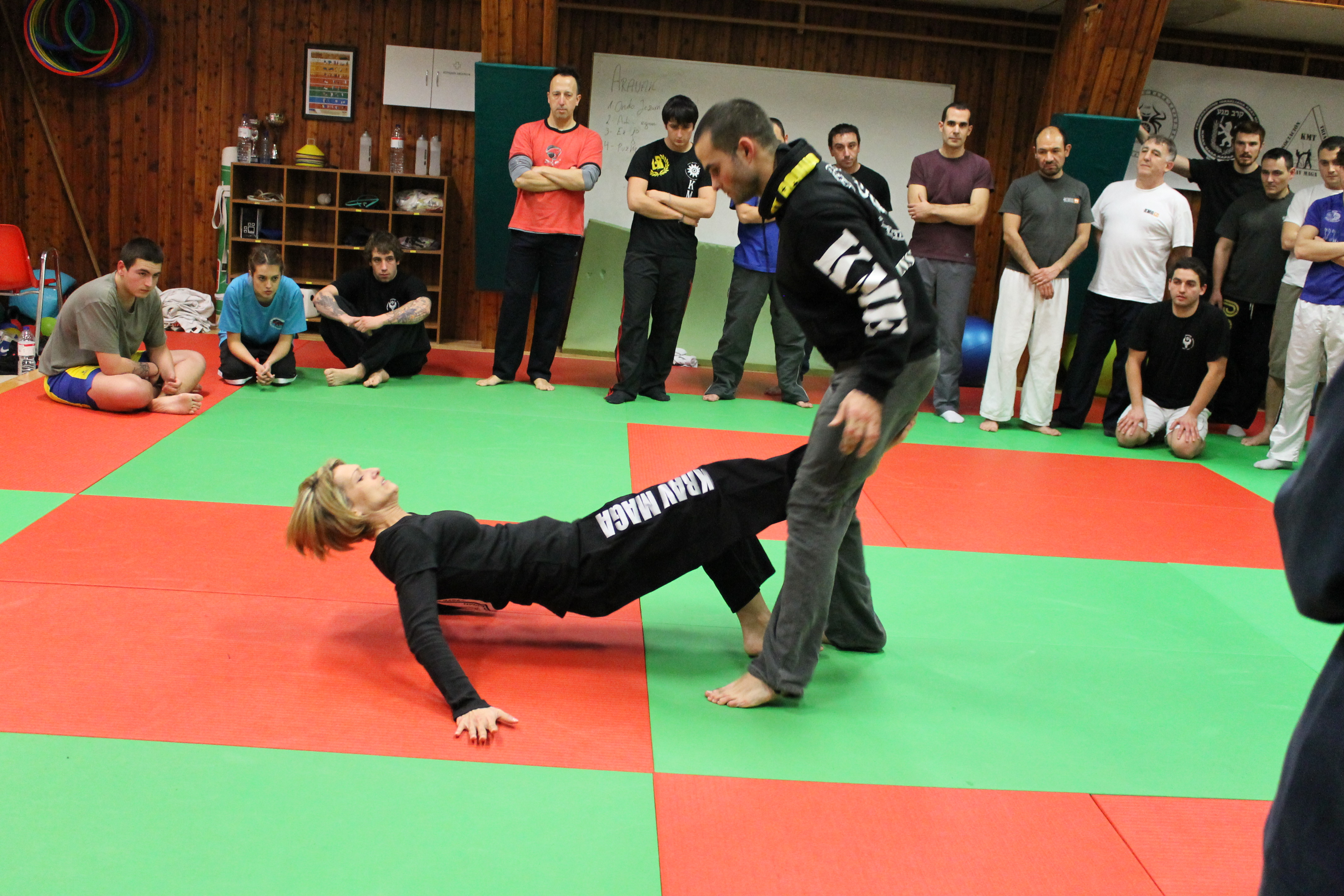
Istruttore di Krav magá che applica un colpo ai genitali. Tecnica ampiamente usata come autodifesa.

Puntando soprattutto a zone del corpo (genitali, carotide, occhi, ecc.) ritenute normalmente intoccabili per altri sport di contatto, ed essendo esso privo di ogni regola poiché studiato per difesa e scopi militari, il krav maga non può essere praticato in forma sportiva, come avviene per karate, taekwondo e altri.
A ciò si aggiunga la grande attenzione che riveste la preparazione per fronteggiare nemici armati, anche con armi da fuoco come pistole e fucili, per comprendere l'elevata specificità di impiego di questo sistema di combattimento, in cui lo scontro fra due avversari a mani nude è solo una delle possibilità.
A seconda delle scuole possono o meno esserci le cinture (non esiste un'uniformità nella scelta dei gradi e/o delle uniformi). Esistono versioni solo per i bambini, solo per le donne o versioni avanzate per gli operatori della sicurezza. In alcuni paesi e alcune federazioni esso comprende anche l'insegnamento al poligono di tiro con arma lunga e corta e in assetto da combattimento, sempre comunque a fuoco vero. In Europa è giunto per la prima volta in Francia dopo il 1990, mentre in Italia è stato portato dopo l'anno 2000.

## Principi di base

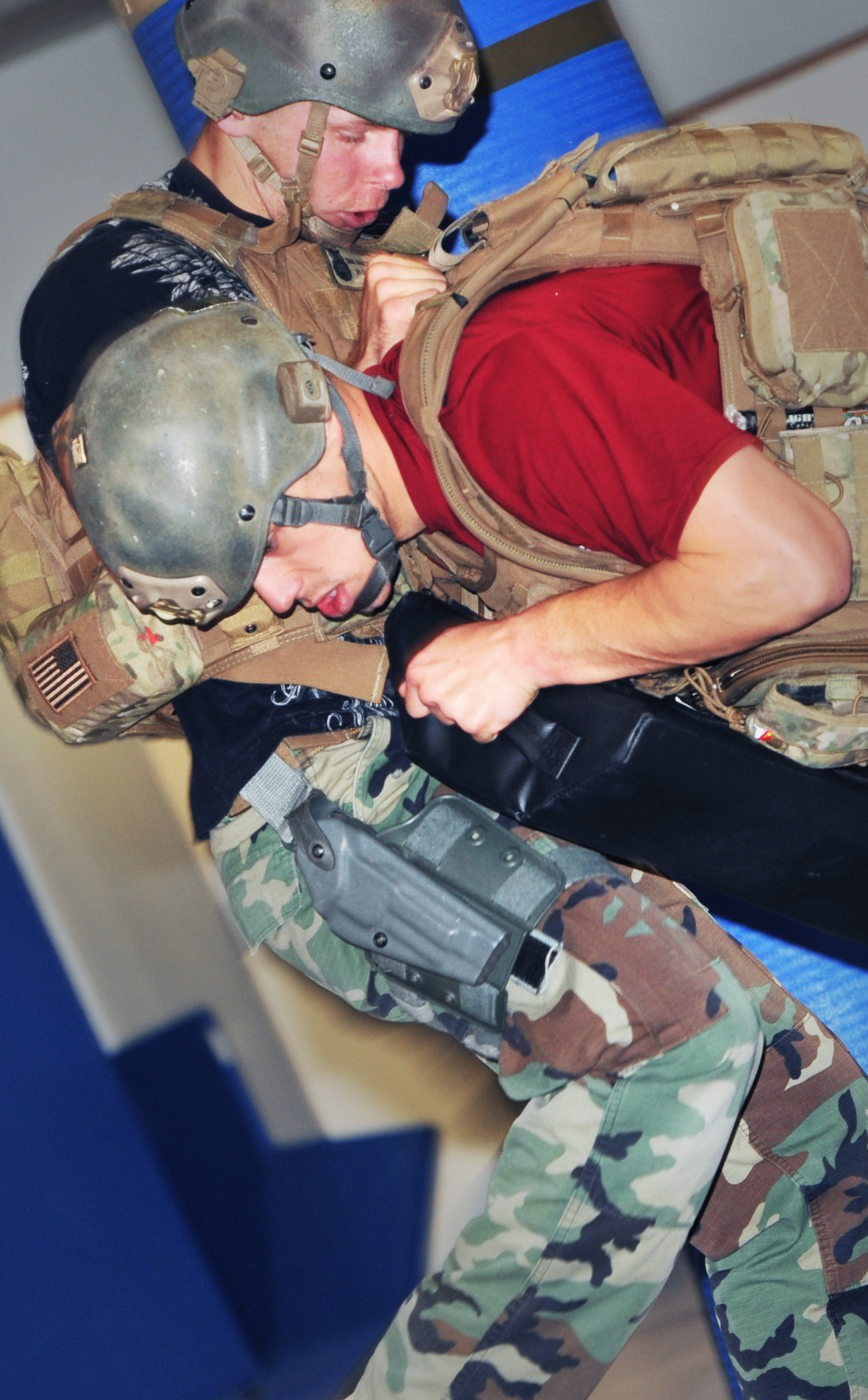
Membri delle forze di sicurezza dell'aeronautica statunitense, durante l'addestramento di Krav Maga

Come la maggior parte delle arti marziali, il Krav Maga incoraggia gli studenti a evitare il confronto fisico. Se questo è impossibile o pericoloso, promuove la fine di un combattimento il più rapidamente e aggressivamente possibile. Gli attacchi sono mirati alle parti più vulnerabili del corpo e l'allenamento non è limitato alle tecniche che evitano lesioni gravi; alcuni addirittura feriscono permanentemente o causano la morte dell'avversario.
Gli studenti imparano a difendersi da ogni tipo di attacco e viene loro insegnato a contrattaccare nel modo più rapido ed efficace. I presupposti del Krav Maga includono:
- Attacco e difesa simultanei
- Sviluppo dell'aggressività fisica (da non confondere con aggressività emotiva o rabbia), con la considerazione che l'aggressività fisica sia la componente preponderante di una lotta
- Insistenza nel colpire l'avversario fino a quando non divenga completamente inoffensivo
- Attacco preventivo o contrattacco precoce
- Maneggio di qualsiasi oggetto a portata di mano atto ad essere usato per colpire l'avversario
- Indirizzo degli attacchi ai punti più vulnerabili del corpo, come: occhi, collo o gola, viso, plesso solare, inguine, costole, ginocchio, piede, dita, fegato, ecc.
- Utilizzo di tecniche semplici e facilmente ripetibili
- Mantenimento della consapevolezza dell'ambiente circostante mentre si affronta la minaccia al fine di: 
  - cercare vie di fuga,
  - individuare ulteriori attaccanti o oggetti utilizzabili per colpire un avversario
- Avere coscienza dell'importanza e dell'espansione della risposta istintiva sotto stress.

La formazione può anche: 
- includere lo studio e l'affinamento della consapevolezza situazionale
- sviluppare la comprensione ambientale,
- insegnare a interpretare la psicologia di uno scontro di strada
- identificare potenziali minacce prima che si verifichi un attacco.
- insegnare i metodi fisici e verbali per evitare la violenza ogni volta che sia possibile.
- Insegnare come indirizzare la forza mentale, usando scenari controllati, per rafforzarla. L'impulso avventato deve essere controllato, attaccando solo quando necessario e come ultima risorsa.

## Diffusione
Viene insegnato presso l'esercito israeliano (non solo forze speciali) e la polizia di Los Angeles, nonché agli operatori di sicurezza negli aerei di linea in Italia.
A livello sperimentale, viene insegnato anche nel corso delle ore di educazione fisica di alcuni licei italiani.